# Exochus voxanus
Exochus voxanus är en stekelart som beskrevs av Ian D. Gauld och Sithole 2002. Exochus voxanus ingår i släktet Exochus och familjen brokparasitsteklar. Inga underarter finns listade i Catalogue of Life.